# Onhaye
Onhayelà một đô thị ở tỉnh Namur. Tại thời điểm ngày 1 tháng 1 năm 2006, Onhaye có dân số 3.120 người. Tổng diện tích là 65,53 km² với mật độ dân số là 48 người trên mỗi km².